# Soft Machine Legacy
Soft Machine Legacy is een jazzrockband met leden uit de Soft Machine. De band is opgericht in 2002 onder de naam Soft Works met Allan Holdsworth op gitaar, Elton Dean op sax, Hugh Hopper op bas en John Marshall op drums. 
De samenstelling is aan net zoveel wisselingen onderhevig als die van Soft Machine zelf.
Na het wegvallen van Holdsworth nam John Etheridge zijn plek in en veranderde de naam van de band in The Soft Machine Legacy. Toen op 7 februari 2006 Elton Dean overleed besloot men even door te gaan met gastmuzikanten op saxofoon. De vaste saxofoonspeler werd even later Theo Travis (ex-Gong) en bij diens afwezigheid speelt Paul Dunmall (Mujician) mee.
In de samenstelling met Elton Dean is eind 2005 nog een plaat opgenomen die midden 2006 uitkwam. Ook zou er een concertopname op dvd verschijnen.
In 2008 is Hugh Hopper ernstig ziek en wordt er een benefietconcert georganiseerd. Hij stierf in 2009.
In 2012 is de samenstelling tijdens de opname voor Burden of proof: Theo Travis, John Etheridge, John Marshall en Roy Babbington. Ongeveer een jaar later liet de band Legacy vallen en speelde verder onder Soft Machine. In 2018 kwam album Hidden details.

## Discografie
- (2005): Live in Zaandam
- (2006): Soft Machine Legacy
- (2006): Live at The New Morning
- (2007): Steam
- (2011): Live adventures
- (2013): Burden of proof